# Irresistible (film, 2020)
Pour les articles homonymes, voir Irrésistible.
Pour plus de détails, voir Fiche technique et Distribution.
Irresistible est un film américain écrit et réalisé par Jon Stewart, sorti en 2020.

## Synopsis
Gary Zimmer, spécialiste en stratégie politique du parti démocrate, travaille sur la campagne d'un vétéran qui brigue le poste de maire d'une petite ville du Wisconsin. Gary flaire le succès potentiel. Mais c'est sans compter le comité national républicain qui décide de lui envoyer une forte concurrente avec la brillante Faith Brewster.

## Fiche technique
Sauf indication contraire, les informations mentionnées dans cette section peuvent être confirmées par la base de données cinématographiques IMDb,  présente dans la section « Liens externes ».
- Titre original et français : Irresistible
- Réalisation et scénario : Jon Stewart
- Direction artistique : Brittany Hites
- Décors : Grace Yun
- Costumes : Alex Bovaird
- Photographie : Bobby Bukowski
- Montage : Jay Rabinowitz et Mike Selemon
- Musique : Bryce Dessner
- Production : Dede Gardner, Jeremy Kleiner, Jon Stewart et Lila Yacoub

Producteurs délégués : Christina Oh et Brad Pitt
- Sociétés de production : Busboy Productions et Plan B Entertainment
- Société de distribution : Focus Features (États-Unis), Universal Pictures International (France)
- Budget : n/a
- Pays d'origine :  États-Unis
- Langue originale : anglais
- Format : couleur — 1,66:1
- Genre : comédie, politique
- Durée : 101 minutes
- Dates de sortie[1] :
  - États-Unis : 26 juin 2020 (vidéo à la demande et sortie limitée en salles)
  - France : 1er juillet 2020 (sortie en salles)

## Distribution
Note : Le film est diffusé en VO dans les salles en France, la VF ne sera disponible qu'en DVD.
- Steve Carell (VF : Constantin Pappas) : Gary Zimmer
- Rose Byrne (VF : Pascale Chemin) : Faith Brewster
- Chris Cooper (VF : Robert Guilmard) : le colonel Jack Hastings
- Mackenzie Davis (VF : Audrey D'Hulstère) : Diana Hastings
- Topher Grace (VF : Gauthier de Fauconval) : Kurt Farlander
- Will Sasso (VF : Erwin Grunspan) : Nick Farlander
- C. J. Wilson (en) : Lowell
- Natasha Lyonne (VF : Sophie Pyronnet) : Janet De Tessant
- Brent Sexton : le maire Braun
- Alan Aisenberg (en) : Evan
- Debra Messing : Babs Garnett

 Source et légende : version française (VF) sur RS Doublage et selon le carton du doublage français après le générique de fin.

## Production
En octobre 2018, Jon Stewart développe son nouveau projet comme réalisateur, avec Steve Carell en tête d'affiche. En mars 2019, Rose Byrne est en négociations pour y tenir un rôle. Chris Cooper rejoint la distribution ce même mois.
En avril 2019, Mackenzie Davis, Topher Grace et Debra Messing viennent étoffer la distribution,. Will Sasso, C. J. Wilson (en), Natasha Lyonne et Alan Aisenberg (en) sont confirmés en mai 2019,,. En juin 2019, c'est au tour de Brent Sexton d'être officialisé.
Le tournage débute en avril 2019.

## Sortie
Le film est sorti en vidéo à la demande aux États-Unis via Premium VOD, ainsi que dans certains cinémas, le 26 juin 2020. Il était initialement prévu pour une sortie en salles le 29 mai 2020 sur le territoire américain, mais à la suite de la fermeture des salles de cinéma qui ont commencé à la mi-mars en raison des restrictions de la pandémie de COVID-19, il a été annulé,,,.
En France, le film sortira dans 119 salles le 1er juillet 2020 uniquement en version originale. Il sort en DVD le 14 octobre 2020 édité par Universal et qui devrait contenir une version anglaise et une version française doublé pour l'occasion.

### Réception critique
En France, le site Allociné recense une moyenne des critiques presse de 3,4⁄5.
Pour la rédaction du Parisien, « Le chœur de comédiens à l'ouvrage participe brillamment à la réussite du film. ».
Dans le magazine Première, Thierry Cheze note « Stewart déploie ici son art certain de la satire. Mais quelque chose a changé. Le dézingage au vitriol n’est plus de mise. Volontairement, on sourit plus qu’on ne rit. ».

### Box-office et VàD

#### VàD
Lors de son premier week-end, Irresistible était le film le plus loué sur l'iTunes Store et le quatrième sur FandangoNow (bien que depuis que le service rapporte des totaux par semaine, il était probablement premier sur la fenêtre de trois jours),.

#### Box-office
| Pays ou région        | Box-office     | Date d'arrêt du box-office | Nombre de semaines |
| --------------------- | -------------- | -------------------------- | ------------------ |
| États-Unis            | 100 000 $      | 28 juin 2020               | 1                  |
| France                | 12 350 entrées | 28 juillet 2020            | 4                  |
| Total hors États-Unis | 371 962 $      | 6 décembre 2020            | —                  |
| Total mondial         | 471 962 $      | 6 décembre 2020            | —                  |

Le long-métrage, qui connaît aussi une distribution limitée en salles, a également engrangé environ 100 000 $ sur 238 copies le diffusant.
En France, le film connaît une sortie en salles le 1er juillet 2020 sur 112 copies. Le premier jour, il totalise 1 011 entrées. Pour sa première semaine, Irresistible est vu par 9 006 spectateurs, prenant la dix-neuvième place du box-office durant cette période. La semaine suivante, le long-métrage quitte le top 20 et totalise 2 873 entrées supplémentaires, portant le cumul à 11 879 entrées,. En troisième semaine, Irresistible est vu par 344 spectateurs dans les salles, soit 12 223 entrées depuis sa sortie,.